# Никитин, Фёдор Михайлович
Фёдор Миха́йлович Ники́тин (20 апреля [3 мая] 1900, Лохвица, Полтавская губерния, Российская империя — 17 июля 1988, Ленинград, СССР) — советский актёр театра и кино, театральный педагог. Народный артист РСФСР (1969). Двукратный лауреат Сталинской премии первой степени (1950, 1951).

## Биография
Родился 20 апреля (3 мая) 1900 года в городе Лохвица Полтавской губернии (ныне Полтавская область, Украина) в небогатой дворянской семье. С 1916 года работал в театрах Херсона и Одессы. В 1922 году окончил Вторую студию МХТ, работал актёром в Ярославле, Ленинграде, Москве.
С 1918 года снимался в кино. В 1928—1931 годах руководил кафедрой актёрского мастерства в ГИКе. С 1931 года актёр киностудии «Ленфильм», с 1936 года — ленинградского Нового ТЮЗа.
Участник Великой Отечественной войны. В 1941—1943 годах был командиром взвода народного ополчения, работал актёром и режиссёром агитвзвода Ленинградского фронта. С 1943 года актёр и режиссёр Ленинградского Блокадного театра (впоследствии — Ленинградский Драматический театр имени В. Ф. Комиссаржевской), в 1948 году — актёр киностудии «Ленфильм».
Умер 17 июля 1988 года. Похоронен на Ваганьковском кладбище (37 уч.).

## Награды и премии
- Сталинская премия первой степени (1950) — за исполнение роли профессора Званцева в фильме «Академик Иван Павлов» (1949)
- Сталинская премия первой степени (1951) — за исполнение роли А. С. Даргомыжского в фильме «Мусоргский» (1950)
- Главный приз Всесоюзного Кинофестиваля — за роль Павла Андреевича в фильме «И жизнь, и слёзы, и любовь»
- Заслуженный артист РСФСР (18 июня 1956 года)
- Народный артист РСФСР (29 сентября 1969 года)
- Орден Октябрьской Революции (1976 год)
- Орден Трудового Красного Знамени (30 апреля 1980 года) — за заслуги в развитии советского киноискусства и в связи с восьмидесятилетием со дня рождения[3]
- Орден Отечественной войны II степени (6 апреля 1985 года)
- Орден Красной Звезды (22 июля 1945 года)
- медали

## Работы в театре

### Ленинградский театр им. В. Ф. Комиссаржевской
- 1944 — «Нахлебник» И. С. Тургенева; режиссёр — А. В. Соколов — Кузовкин (премьера — 23 ноября 1944 г.)
- 1947 — «Жизнь в цитадели» А. Якобсона; режиссёр — Е. Г. Гаккель — Август Мийлас (премьера — 20 декабря 1947 г.)
- 1956 — «Вечно живые» В. С. Розова; режиссёр — В. С. Андрушкевич — Фёдор Иванович Бороздин (премьера — 25 февраля 1956 г.)
- 1956 — «То, что знает каждая женщина» Дж. Барри; режиссёр — В. С. Андрушкевич — Чарльз Винейбл
- 1959 — «Живая вода» по роману Л. М. Леонова «Русский лес»; режиссёр — И. С. Ольшвангер — Грацианский (премьера — 27 января 1959 г.)

## Фильмография
- 1918 — Тереза Ракен — Рассыльный
- 1926 — Катька — бумажный ранет — Вадька Завражин
- 1926 — Пограничный пост № 17 — Полковник
- 1928 — Дом в сугробах — Музыкант
- 1928 — Парижский сапожник — глухонемой Кирик
- 1928 — Мой сын (к/м) — Вор
- 1928 — Инженер Елагин — Николай
- 1929 — Обломок империи — унтер-офицер Филимонов
- 1930 — Города и годы — Артист
- 1930 — Жизнь на полный ход — Муркин
- 1931 — Свиньи всегда свиньи — Ревизор
- 1932 — Для вас найдется работа — Отто
- 1932 — Первый взвод — прапорщик Великанов
- 1934 — Золотые огни — Трофим Иванович
- 1934 — Королевские матросы — матрос О’Брайан
- 1934 — Песня о счастье («Тайна Кавырли») — учитель Григорий Николаевич Фасторский
- 1937 — Белеет парус одинокий — Василий Петрович Бачей
- 1949 — Академик Иван Павлов — профессор Званцев
- 1949 — Великая сила — академик Рублев Сергей Васильевич
- 1950 — Мусоргский — А. С. Даргомыжский
- 1952 — Римский-Корсаков — Великий князь
- 1955 — Герои Шипки — лорд Дерби
- 1955 — Княжна Мери — князь Лиговской
- 1956 — Невеста — отец Андрей
- 1957 — Дон Сезар де Базан — дон Хосе
- 1958 — Ленинградская симфония; Дружок — учитель Фёдор Михайлович
- 1959 — Сын Иристона — профессор Чернышёв
- 1960 — Анафема — либерал, господин в храме
- 1960 — Северная повесть — доктор Траубе
- 1961 — Барьер неизвестности — доктор Ромашов
- 1961 — Будни и праздники — Лесничий
- 1961 — Раздумья — Главный конструктор
- 1962 — Черёмушки — Бабуров Семён Семёнович, отец Лиды
- 1963 — Иоланта — Рене
- 1963 — Улица Ньютона, дом 1 — отец Ларисы
- 1964 — Ко мне, Мухтар! — ветеринар Трофим Игнатьевич Зырянов
- 1965 — Перекличка — Профессор
- 1965 — На одной планете — Пётр Оболенский
- 1965 — Сердце матери — прокурор Неклюдов
- 1965 — Год как жизнь — Вальтер-Сократ
- 1966 — Горькие зерна — Бадя Илие
- 1966 — Первый посетитель — Казначей
- 1966 — Зимнее утро — Профессор
- 1966 — Лебединая песня — актер Светловидов
- 1967 — Они живут рядом — Алексей Антонович Калитин
- 1967 — Татьянин день — Служащий социального учреждения
- 1967 — Каменный гость — Первый гость
- 1968 — Шаги по земле — Нечаев; Рыцарь мечты — отчим Дианы
- 1969 — Весёлое волшебство — Кащей Бессмертный
- 1969 — Трое — Еремей
- 1970 — Один из нас — Франц Ридигер
- 1970 — Крушение империи — П. Н. Милюков
- 1970—1972 — Руины стреляют... — Е. В. Клумов
- 1972 — Игрок — Потапыч
- 1972 — Карпухин — Соломатин
- 1972 — Длинная дорога в короткий день — Томас
- 1973 — Надежда — Николай Николаевич Ге
- 1973 — Облака — Учитель
- 1974 — В то далёкое лето… — Учитель Николай Михайлович
- 1975 — Вариант «Омега» — барон фон Шлоссер, отец Георга, генерал
- 1976 — Сладкая женщина — Шубкин
- 1976 — Дни Турбиных — Максим
- 1976 — Сентиментальный роман — Наборщик
- 1976 — По секрету всему свету — Сергей Петрович Колоколов («Кол»)
- 1977 — Открытая книга — Лебедев
- 1977 — Кольца Альманзора — волшебник Альманзор
- 1977 — Собака на сене — мажордом Оттавио
- 1978 — Емельян Пугачёв — Камердинер
- 1978 — Искупление чужих грехов — кардинал Танера
- 1979 — Удивительные приключения Дениса Кораблёва — Сергей Петрович Колоколов («Кол»)
- 1980 — Таинственный старик
- 1980 — Камила — отец Владимира
- 1980 — Амнистия — Секержицкий
- 1980 — Государственная граница. Фильм 1. — Священник
- 1981 — Двадцатое декабря — профессор Борисов
- 1981 — Наше призвание — Сергей Вениаминович Туманов
- 1981 — Комендантский час — Художник
- 1981 — Проданный смех — Учитель
- 1983 — Среди серых камней — Профессор
- 1983 — И жизнь, и слёзы, и любовь — Павел Андреевич Крупенин
- 1986 — Я — вожатый форпоста — Сергей Вениаминович Туманов
- 1987 — Под знаком Красного Креста — Березанцев